# Động mạch hàm
Động mạch hàm cấp máu cho các cấu trúc sâu ở mặt. Động mạch xuất phát từ động mạch cảnh ngoài sâu trong cổ trong xương hàm dưới.

## Cấu trúc
Động mạch hàm là nhánh lớn trong hai nhánh tận của động mạch cảnh ngoài, xuất phát từ sau cổ sau xương hàm dưới, và đi vào mô tuyến mang tai; động mạch đi ra phía trước giữa ngành lên xương hàm dưới và dây chằng bướm hàm, sau đó động mạch đi nông hoặc sâu vào cơ chân bướm bên, đến hố chân bướm khẩu cái.
Động mạch cấp máu cho các cấu trúc sâu của mặt, và có thể được chia thành các đoạn liên quan tới các cấu trúc xương hàm dưới, mỏm chân bướm, và chân bướm khẩu cái.

### Đoạn thứ nhất
Trong đoạn thứ nhất hay đoạn xương hàm dưới, động mạch đi ngang ra trước, giữa cổ xương hàm dưới và dây chằng bướm xương hàm dưới, tại đây động mạch nằm song song và bên dưới thần kinh tai thái dương; động mạch bắt chéo thần kinh huyệt răng dưới, và đi dọc theo bờ dưới cơ chân bướm bên.
Các nhánh bao gồm:
- Động mạch tai sâu
- Động mạch nhĩ trước
- Động mạch màng não giữa
- Động mạch huyệt răng dưới cho ra nhánh hàm móng ngay trước khi đi vào lỗ xương hàm dưới
- Động mạch màng não phụ

### Đoạn thứ hai
Đoạn thứ hai hay đoạn chân bướm, động mạch chạy chéo lên trên và ra trước, che phủ bởi ngành lên xương hàm dưới, và đi vào cơ thái dương, trên mặt nông hoặc sâu của cơ chân bướm bên; sau đó động mạch đi giữa hai đầu của cơ này và đi vào hố.
Các nhánh bao gồm:
- Động mạch cắn
- Các nhánh chân bướm
- Động mạch thái dương sâu (trước và sau)
- Động mạch má

### Đoạn thứ ba
'Đoạn thứ ba hay đoạn chân bướm hàm, động mạch nằm trong hố chân bướm khẩu cái và liên quan với hạch chân bướm khẩu cái.  Đây là nhánh tận của động mạch hàm.
Các nhánh bao gồm:
- Động mạch bướm khẩu cái (động mạch mũi khẩu cái là nhánh tận của động mạch hàm)
- Động mạch khẩu cái xuống
- Động mạch dưới ổ mắt
- Động mạch huyệt răng trên sau
- Động mạch ống chân bướm
- Động mạch hầu
- Động mạch huyệt răng trên giữa (một nhánh của động mạch dưới ổ mắt)
- Các động mạch huyệt răng trên trước (một nhánh của động mạch dưới ổ mắt)
- Động mạch khẩu cái lớn

## Tên gọi
- Trước đây, thuật ngữ "động mạch hàm ngoài" được dùng để mô tả động mạch mặt. Hiện tại, thuật ngữ "động mạch hàm ngoài" ít được dùng, và thuật ngữ "động mạch hàm trong" và "động mạch hàm" là tương đương.

## Hình ảnh

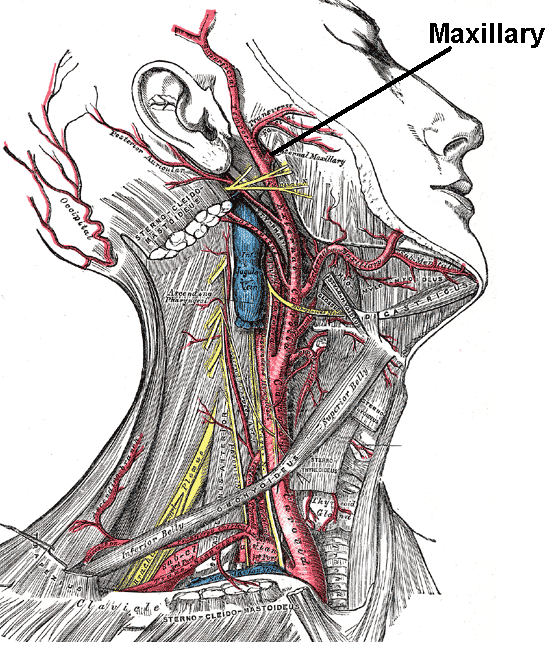
Hình ảnh bóc tách nông của vùng cổ bên phải, cho thấy các động mạch cảnh và dưới đòn. Nơi xuất phát của động mạch hàm được đánh dấu.
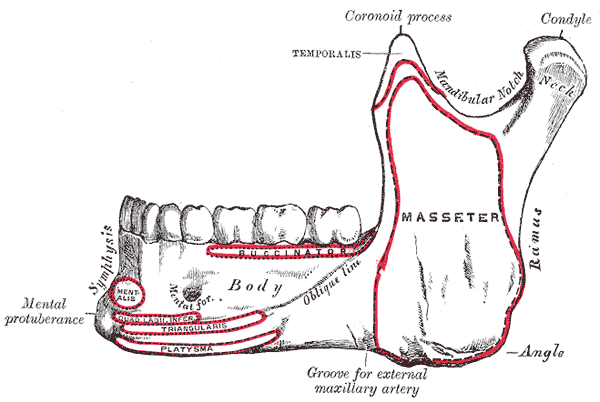
Mặt ngoài xương hàm dưới.
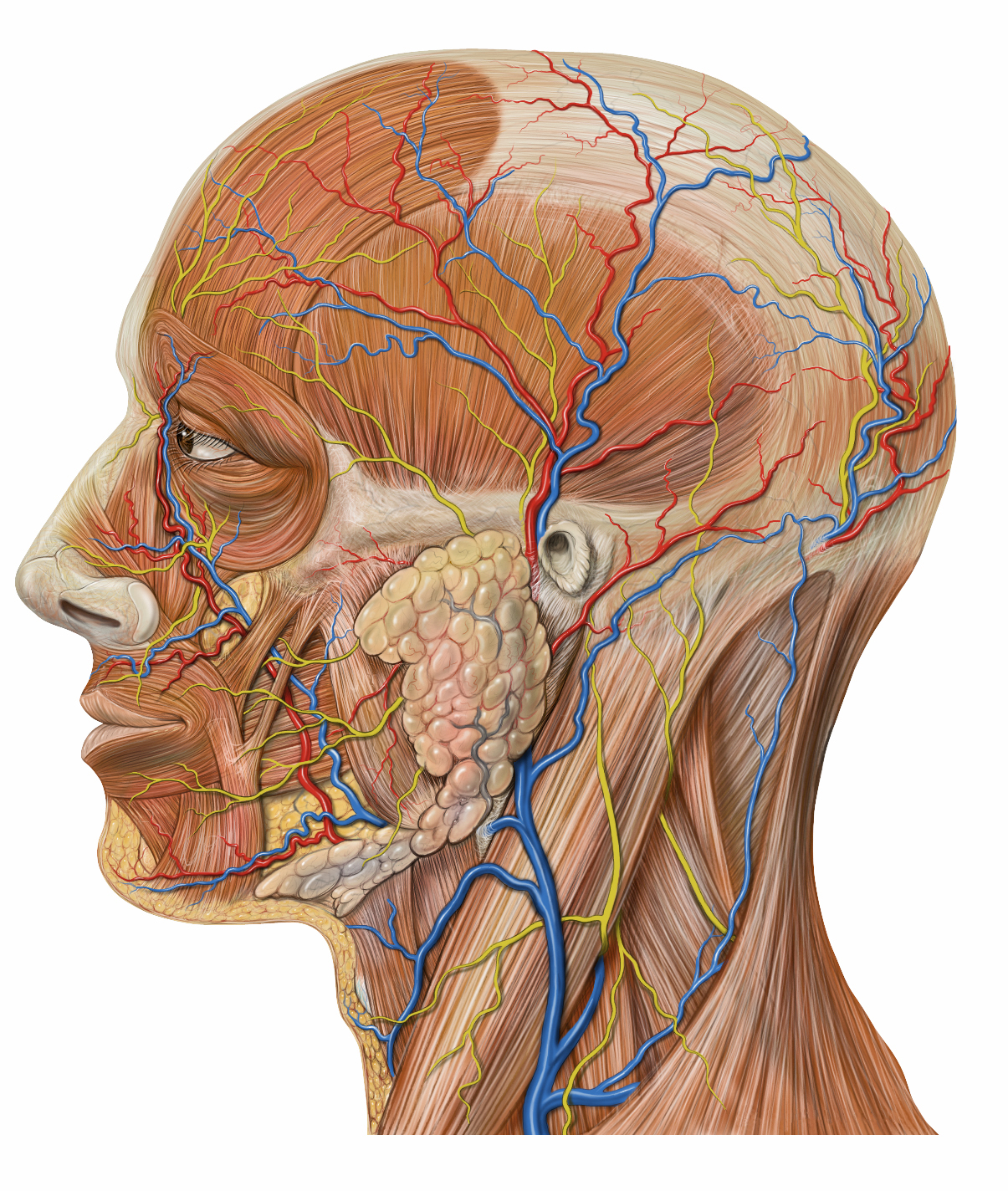
Chi tiết giải phẫu vùng đầu bên
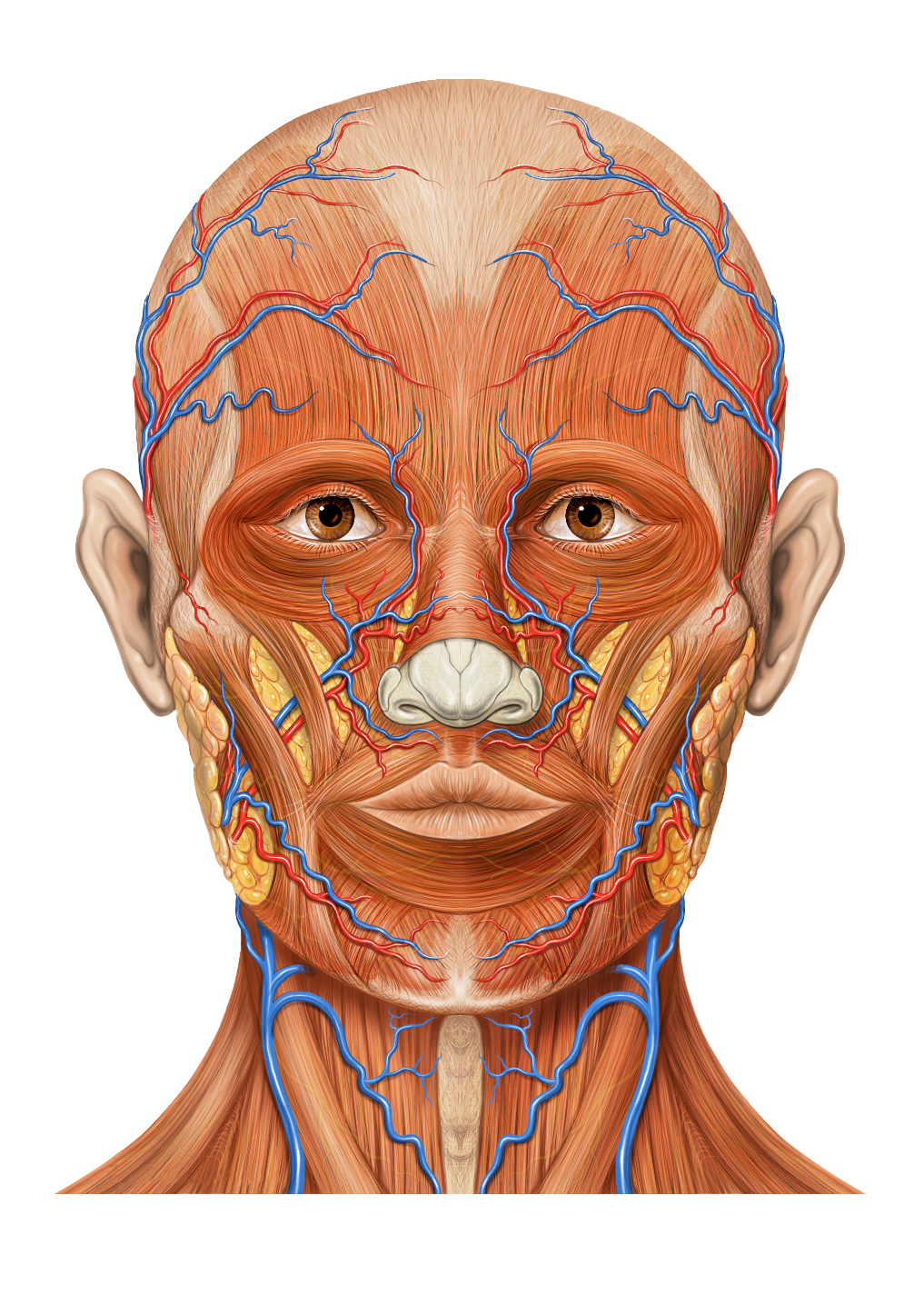
Hình giải phẫu mặt trước đầu
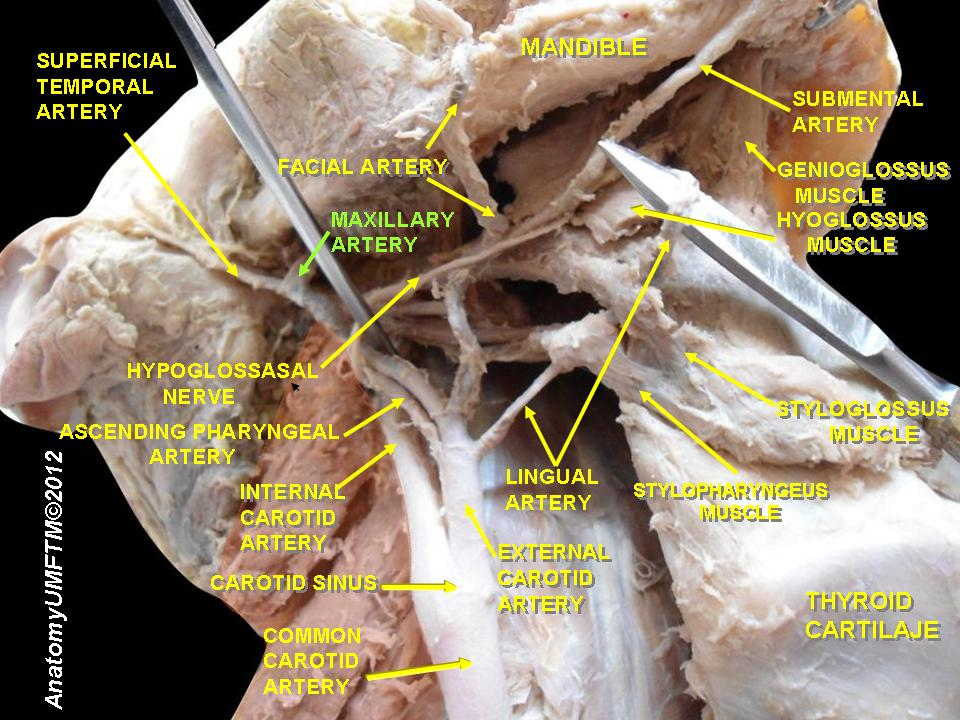
Động mạch hàm
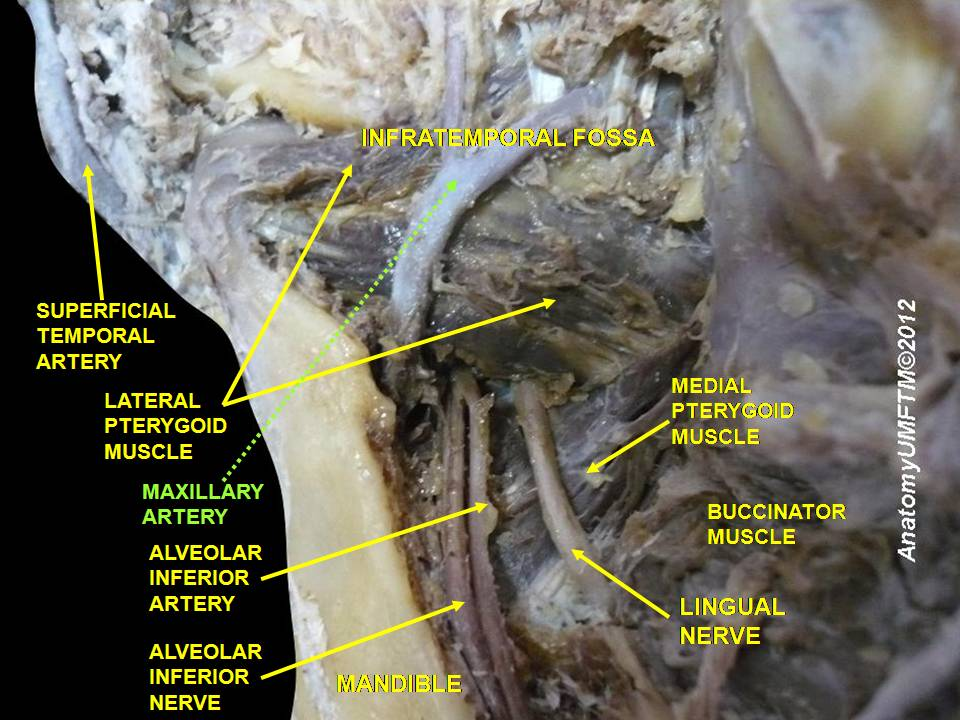
Động mạch hàm
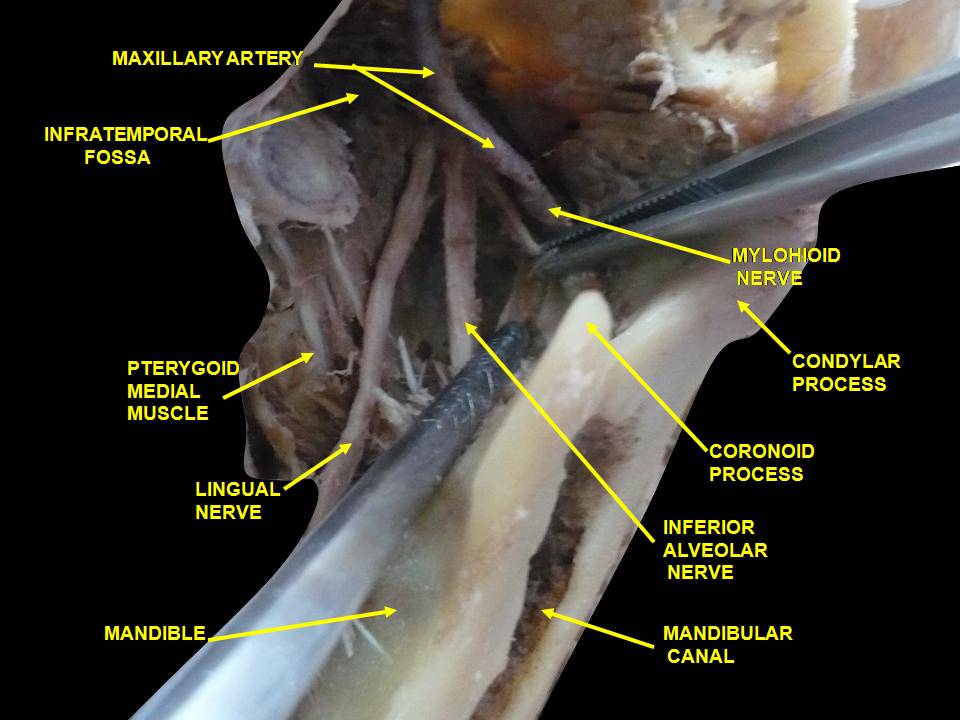
Hình bóc tách sau hố thái dương trong, cho thấy mặt trước bên của thần kinh lưỡi và huyệt răng dưới